# Eratički blokovi
Eratički blokovi su stijene različite veličine, koje su na današnje mjesto prema znanstvenim spoznajama nanijeli ledenjaci tijekom ledenog doba. Stijene se razlikuju po veličini i vrsti od ostalih stijena na području u kojem se nalaze.

## Rasprostranjenost
Uobičajena su pojava u Europi, kako u Skandinaviji tako i u okolici alpskog glacijacijskog područja. Veliki eratički blokovi koje se nalaze u sjevernoj Njemačkoj uglavnom su magmatske stijene poput granita ili metamorfne stijene (npr. gnajs). Sedimentne stijene zbog svoje niže otpornosti na eroziju mnogo su rjeđe.

## Nastanak
Ledenjak kao kruto tijelo ne sortira materijal (morena) koji je nosi sa sobom. To se odnosi na utovar, transport i taloženje. Uklanjanje velikih stijena nastaje prelaskom ledenjaka ili razbijanjem blokova u podnožju ledenjaka. Kao krutom tijelu ledenjaku je lako moguće kretati materijal od minimalne veličine kao sto su čestica od gline do stijena od preko tisuću tona.

## Eratički blokovi kao problem znanosti
Znanstvenici do 18. stoljeća nisu imali problem s objašnjenjem kako su dospjele stijene do mjesta na kojima su nađena u područjima iz kojih očito geološki ne potječu. Od sredine 18. stoljeća geolozi su se intenzivno bavili rješavanjem pitanja kako se gromade mogle doći na takvim dugim relacijama kao na primjer od Skandinavije u Sjevernu njemačku nizinu i od Alpa do Predalpa. 
Tezu da su svojedobno ledenjaci pokrivali velike dijelove Alpa i dijelove sjeverne Europe 1822. je postavio Ignaz Venetz. 
Godine 1835. njemački prirodoslovac, geolog i botaničar Karl Friedrich Schimper s predavanjima o pitanju eratičkih gromada i ideje o ledenom dobu u Njemačkoj i Švicarskoj, skovao je izraz ledeno doba. 
Zajedno s Charpentier i švicarskim prirodoslovcem Louisom Agassizom je dalje razvio teoriju. Problem prijevoza gromada ledenjacima moglo se je smatrati riješenim. Trajalo je do 1870-ih kada je u znanosti prevladala teorija ledenih doba. Doprinos prirodoslovca Schimpera, autora koji je napisao knjige i samo verbalno izvješćivao se gotovo zaboravilo.

## Slični fenomeni
Fenomen eratičkih blokova u geologiji se poistovjećuje isključivo s djelovanjem leda kao plutajuće platforme, no postoje i slični fenomeni s kojima to nije slučaj. Primjerice, pojava manjih stijena na geološki različitoj podlozi može biti ishodom nošenja u plutajućem korijenju drveća, pa čak i u utrobi životinja poput tuljana. Stijene se prirodnim putem mogu prenositi čak i uz pomoć jakog vjetra ako je podloga nižeg koeficijenta trenja, što je fenomen zabilježen u američkim pustinjama (tzv. „klizeće stijene”). U pustinjama se često mogu pronaći gromade nalik eratičkim blokovima jer homogenim oblikom, građom i bojom odudaraju od denudacijski rasute podloge, no zapravo su istog geološkog podrijetla.

## Vanjske poveznice
- Websstranica o eratičkim blokovima u Westfalenu  Arhivirana inačica izvorne stranice od 23. studenoga 2008. (Wayback Machine)
- Webstranica o eratičkim blokovima
- Webstranica Megalitihc Portal
- Gesteinsgarten Gommern, njem.  Arhivirana inačica izvorne stranice od 16. prosinca 2010. (Wayback Machine)